# Le Matin (Wallonië)
Le Matin was een Belgische Franstalige krant.

## Historiek
De krant ontstond in maart 1998 uit de socialistische kranten Journal de Charleroi, Le Peuple en La Wallonie. Bij de oprichting werd een instituut opgericht dat moest waken over de onafhankelijkheid van de krant. Aandeelhouders waren de socialistische vakbond, het bisdom Namen en de Waalse Gewestelijke Investeringsmaatschappij. Hoofdredacteur werd Fabrice Jacquemart.
In 2000 werd de krant overgenomen door Georges Ghosn, een Franse uitgever die onder meer France-Soir uitgeeft. Bij de overname verhuisde een deel van de redactie van Luik naar Brussel. Hierdoor verscheen de krant een periode niet; maar vanaf 18 juli 2000 verscheen zij opnieuw. De laatste editie verscheen op zaterdag 14 april 2001.